# Scopula mauritiata
Scopula mauritiata là một loài bướm đêm trong họ Geometridae.